# Bajusz Birodalom
A Bajusz Birodalom (eredeti cím: Whisker Haven Tales with the Palace Pets) 2015 és 2017 között futott amerikai televíziós 2D-s számítógépes animációs fantasy sorozat, amelyet Alan Lau rendezett.
Amerikában a Disney Junior mutatta be 2015. május 22-én. Magyarországon pedig a Disney Channel mutatta be 2015. november 9-én.

## Ismertető
A főszereplő hét állat, Kincsem a vörös macska, Tökmag a kutya, Petite a ló, Stultán a tigris, Mesés a rózsaszín macska, Berry a nyúl és Miss Tollpihe a kolibri. Egy mágikus portálon át saját birodalmuk és az állatvilág között utaznak.

## Szereplők
| Név           | Eredeti hang                                     | Magyar hang      |
| ------------- | ------------------------------------------------ | ---------------- |
| Berry         | Emma Salzman (1. évad) Grace Kaufman (2–3. évad) | Tamási Nikolett  |
| Tökmag        | Bailey Gambertoglio                              | Csuha Borbála    |
| Mesés         | Myla Beau                                        | Nádasi Veronika  |
| Kincsem       | Sanai Victoria                                   | Laudon Andrea    |
| Petite        | Natalie Coughlin                                 | Solecki Janka    |
| Szultán       | Henry Kaufman                                    | Horváth Illés    |
| Miss Tollpihe | Anne Halli                                       | Orosz Anna       |
| Cuki          | Alexandra Peters                                 | Vági Viktória    |
| Főcímdal      | N/A                                              | Posta Victor     |
| Bemondó       | -                                                | Zahorán Adrienne |

## Évados áttekintés
| Évad | Évad | Epizódok | Eredeti sugárzás  | Eredeti sugárzás    | Magyar sugárzás   | Magyar sugárzás    |
| Évad | Évad | Epizódok | Évadpremier       | Évadfinálé          | Évadpremier       | Évadfinálé         |
| ---- | ---- | -------- | ----------------- | ------------------- | ----------------- | ------------------ |
|      | 1    | 10       | 2015. május 22.   | 2015. július 19.    | 2015. november 9. | 2015. november 20. |
|      | 2    | 13       | 2016. március 14. | 2016. december 1.   | TBA               | TBA                |
|      | 3    | 8        | 2017. június 13.  | 2017. augusztus 14. | TBA               | TBA                |

### 1. évad
| #   | Eredeti cím                          | Magyar cím (YouTube)             | Eredeti premier  | Magyar premier     |
| --- | ------------------------------------ | -------------------------------- | ---------------- | ------------------ |
| 1.  | Welcome to Whisker Haven             | Üdvözlünk Bajusz Birodalomban    | 2015. május 22.  | 2015. november 9.  |
| 2.  | The Whisker Haven Night Knight Guard | Éjjeli Őr Lovag                  | 2015. május 22.  | 2015. november 10. |
| 3.  | Cake-tillion                         | Torta ünnep                      | 2015. május 29.  | 2015. november 11. |
| 4.  | Throwing a Ball                      | Bálozók                          | 2015. május 29.  | 2015. november 12. |
| 5.  | Hat's a Wrap                         | Micsoda kalap!                   | 2015. június 12. | 2015. november 13. |
| 6.  | A Dreamy-ful Birthday                | Álom szülinap                    | 2015. június 19. | 2015. november 15. |
| 7.  | The Cookie Boogie!                   | Süti Boogie                      | 2015. június 26. | 2015. november 17. |
| 8.  | Tutu Terrific                        | Kertészkedés Bajusz Birodalomban | 2015. július 6.  | 2015. november 20. |
| 9.  | Harvest Haven                        | Tipegő Tütük                     | 2015. július 12. | 2015. november 18. |
| 10. | Flying High Tea                      | Teadélután                       | 2015. július 19. | 2015. november 19. |

### 2. évad
| #   | Eredeti cím                | Magyar cím | Eredeti premier     | Magyar premier |
| --- | -------------------------- | ---------- | ------------------- | -------------- |
| 1.  | Hearts! Hooves! Eggs!      |            | 2016. március 14.   |                |
| 2.  | Pets on the Hunt!          |            | 2016. március 21.   |                |
| 3.  | Whisker Haven Masquerade   |            | 2016. március 30.   |                |
| 4.  | Chowing Down               |            | 2016. április 5.    |                |
| 5.  | Whisker Haven Buddies Day  |            | 2016. április 13.   |                |
| 6.  | Where's Taj?               |            | 2016. április 20.   |                |
| 7.  | Helping Hooves             |            | 2016. július 15.    |                |
| 8.  | Whoop-de-Doo!              |            | 2016. április 21.   |                |
| 9.  | Treasure's Island          |            | 2016. április 27.   |                |
| 10. | Slipper Sparkle            |            | 2016. augusztus 23. |                |
| 11. | Brie-zy Does It            |            | 2016. szeptember 1. |                |
| 12. | Halloween in Whisker Haven |            | 2016. október 1.    |                |
| 13. | Winter in Whisker Haven    |            | 2016. december 1.   |                |

### 3. évad
| #  | Eredeti cím             | Magyar cím | Eredeti premier     | Magyar premier |
| -- | ----------------------- | ---------- | ------------------- | -------------- |
| 1. | Tunnels of Fun          |            | 2017. június 3.     |                |
| 2. | The Fancy Fur Ball      |            | 2017. június 3.     |                |
| 3. | Pawcation Investigation |            | 2017. július 31.    |                |
| 4. | S-Paw Day               |            | 2017. július 31.    |                |
| 5. | Ashes to Ashes          |            | 2017. augusztus 7.  |                |
| 6. | Sheep Trick             |            | 2017. augusztus 7.  |                |
| 7. | Sleep Talkers           |            | 2017. augusztus 14. |                |
| 8. | It's Camper Time        |            | 2017. augusztus 14. |                |

## Fordítás
- Ez a szócikk részben vagy egészben  a   Whisker Haven Tales with the Palace Pets című angol Wikipédia-szócikk ezen változatának fordításán alapul.  Az eredeti cikk szerkesztőit annak laptörténete sorolja fel. Ez a jelzés csupán a megfogalmazás eredetét és a szerzői jogokat jelzi, nem szolgál a cikkben szereplő információk forrásmegjelöléseként.